# Закон (право)

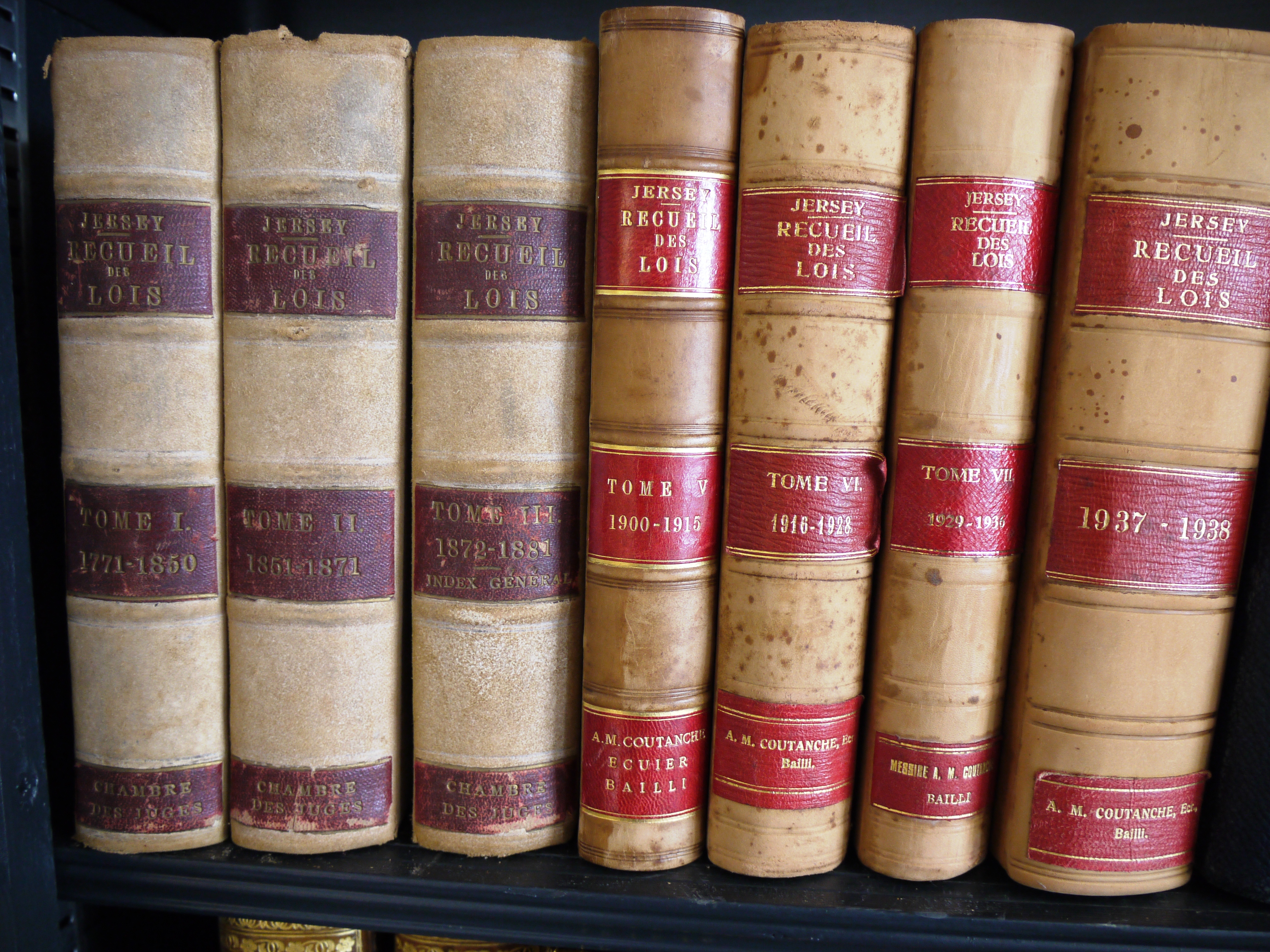
Сборник законов Джерси (1771-)

Зако́н в юриспруденции, в узком смысле — нормативно-правовой акт, который принимается представительным (законодательным) органом государственной власти в особом порядке, регулирует определённые общественные отношения и обеспечивается возможностью применения мер государственного принуждения. 
Кроме того, в широком смысле под законом понимается любой нормативно-правовой акт, действующий в рамках конкретной правовой системы. Исторически закон пришёл на смену правовому обычаю.
Закон является основным источником права в государствах и странах континентальной (романо-германской) правовой семьи. Порядок принятия законов в подавляющем большинстве государств и стран следующий: законодательная инициатива — обсуждение законопроекта — принятие закона — его опубликование. По значению и характеру содержащихся в законах правовых норм различают органические (конституционные) и обыкновенные законы. Конституционные законы предопределяют содержание текущего законодательства, закрепляют основные начала и принципы общественного и государственного строя, порядок образования и деятельности, а также компетенцию государственных органов, устанавливают избирательную систему, основные права и обязанности граждан.

## Мораль законов и исполнение частями населения, привлечение аппарата принуждения
Законы должны быть и моральны и удовлетворять цели общественного блага. Только моральные Законы и удовлетворяющие цели общественного блага (согласно мнению конкретного индивида) Законы будут исполняться конкретным индивидом без привлечения аппарата принуждения. Вместе с тем достижение морали в законе невозможно в случае неоднородных и огромных государств. Закон всегда на чьей-то стороне: большинства или меньшинства (может быть трудно определить на чьей стороне закон, так как большинство обычно инертно в отстаивании своих прав). Насколько не соблюдается конкретный закон говорит о количестве меньшинства, против морали и блага которого он принят. Подвержение наказанию меньшинства увеличивает исполнение Закона и в этом проявлется его аморальность (поэтому население маленьких государств более законопослушно так как способно более точно определять мораль Закона и соответственно его добровольно исполнять). Если закон в интересах меньшинства, то большинство не будут его соблюдать. При этом привлечь к наказанию большинство не получится. Исполнение большинством законов в интересах меньшинства возможно за счет аппарата принуждения. Это приведет к испорченности власти второго рода по Монтескьё, когда законы портят народ (большинство исполняя Законы противные его природе исчезает).

## Законы России
Ни один из законов не должен противоречить Конституции Российской Федерации, а также общим принципам международного права и международным договорам, подписанным от имени РФ. По своей правовой природе международные договоры Российской Федерации, строго говоря, не являются её внутренним законом, однако применяются на её территории, пользуясь приматом над внутренним законодательством. Конституция РФ ввиду особого порядка её принятия и действия также является отдельным правовым актом не законодательной природы. Вопрос о месте конституции и международных соглашений является спорным и дискуссионным в правовой науке, скорее их стоит рассматривать как отдельные виды источников права. В России принята следующая классификация законов по юридической силе:
- Законы Российской Федерации о поправках к Конституции России.

В соответствии с ч. 1 ст. 2 Федерального закона от 4 марта 1998 г. № 33-ФЗ «О порядке принятия и вступления в силу поправок к Конституции Российской Федерации» поправки к главам 3—8 Конституции Российской Федерации принимаются в форме специального закона Российской Федерации о поправке к Конституции Российской Федерации.
- Федеральные конституционные законы.

Принимаются только по вопросам, специально указанным в Конституции Российской Федерации (часть 1 статьи 108 Конституции Российской Федерации).
- Федеральные законы (до 1991 — законы РСФСР, с 1991 по 1993 — законы Российской Федерации).

Принимаются по всем остальным вопросам.
Помимо федерального законодательства, выделяется законодательство субъектов Российской Федерации, которое строится по тому же принципу, что и федеральное, и принимается по вопросам, отнесённым Конституцией к совместным предметам ведения Российской Федерации и её субъектов, а также к предметам исключительного ведения субъектов Российской Федерации.
К законодательству субъектов Российской Федерации относятся:
- основные законы (конституции или уставы) субъектов Российской Федерации
- законы субъектов Российской Федерации

Обеспечение действия законов, то есть защита прав и свобод гражданина и человека, является основной задачей государства и правительства. Проекты законов могут проходить независимую антикоррупционную экспертизу для предотвращения коррупции в законе.